# Krishna Bhatt
Krishna Mohan Bhatt (Hindi कृष्ण मोहन भट्ट; * 1949) ist ein indischer Sitarspieler.

## Leben und Wirken
Bhatt entstammt einer Familie von Musikern, Dichtern und Sanskrit-Gelehrten hineingeboren, die seit fünf Generationen in Rajasthan wirken. Er wurde von seinem Vater, dem Sitaristen Shashi Mohan Bhatt, in die musikalischen Traditionen der Senia-Schule eingeführt. Als Jugendlicher wurde seine musikalische Entwicklung durch ein Studium bei Ravi Shankar sowie Nikhil Banerjee und Ali Akbar Khan weiter gefördert. Während er seinen eigenen Stil entwickelte, wurde Krishnas Musik stark von den Vokalisten Amir Khan, Bade Gulam Ali Khan, Abdul Karim Khan, Begum Akhtar, Shobha Gurtu sowie von Volkssängern aus Rajasthan beeinflusst. Sein Repertoire umfasst eine breite Palette von Werken dieser Musiker.
Bhatt gewann mit 17 Jahren den Musikwettbewerb von All India Radio. Auftritte von ihm werden seitdem regelmäßig im indischen Radio und Fernsehen ausgestrahlt. Auf den großen Festivals in Asien, Europa und Nordamerika ist er aufgetreten. Er hat Alben mit Ali Akbar Khan, dem Kronos Quartet, Zakir Hussain (Kirwani: Essence of a Raag), Katrina Krimsky, George Brooks (Lasting Impression, 1996) und mit Volksmusikern aus Rajasthan vorgelegt. Mit Terry Riley spielte er den Soundtrack zu Alain Tanners Spielfilm No Man’s Land ein. Auch ist er auf Alben mit Robert Ashley, Fredi Alberti, Jody Stecher und mit seinem Sohn Baiju Bhatt (Eastern Sonata) zu hören.

## Preise und Auszeichnungen
Bhatt wurde beim Rajasthan Virasat (Heritage) Music Festival in Jaipur als bester Musiker des Jahres 2002 vorgestellt und geehrt. Er erhielt mehrere Auszeichnungen und Titel, darunter den Sur-Mani (Gem of Melody), den AIIS Senior Fellowship Award und Ehrungen der Rajasthan Sangeet Natak Academy. 